# Unidad del Cuerpo Nacional de Policía Adscrita a la Comunidad Autónoma de Andalucía
La Unidad del Cuerpo Nacional de Policía Adscrita a la Comunidad Autónoma de Andalucía, también llamada Policía autonómica o adscrita de Andalucía, es una unidad policial dependiente de la Consejería de Justicia e Interior de la Junta de Andalucía y de la Dirección General de la Policía a través del Ministerio del Interior. Su ámbito de actuación se circunscribe a la comunidad autonómica de Andalucía (España), con comisarías centrales en sus ocho capitales de provincia.

## Historia

### Unidad de Policía adscrita a la comunidad de Andalucía
La Unidad de Policía de Andalucía tiene su origen en el acuerdo firmado el 21 de diciembre de 1992 entre la Junta de Andalucía y el Ministerio del Interior del Gobierno de España con el fin de constituir una unidad de policía adscrita a la comunidad autónoma.
Así, los agentes de la Policía Nacional que se transfiriesen a la nueva unidad dependerían orgánicamente de la Dirección General de la Policía y funcionalmente de la Consejería de Gobernación de la Junta de Andalucía a través de la Dirección General de Política Interior. La definición de dicho cuerpo quedó recogida en la Ley Orgánica 2/86 de Fuerzas y Cuerpos de Seguridad.
Esta unidad de Policía constituyó la segunda de estas características en establecerse, tras la Policía de la Generalidad Valenciana. Posteriormente le siguieron otros cuerpos de policía nacional adscritos a los gobiernos autonómicos de Galicia, Asturias y Aragón.

### Creación del cuerpo de Policía Autonómico Andaluz
En octubre de 2003, el Consejo de Gobierno de la Junta aprobó el proyecto de «Ley de Creación de la Policía Autonómica Andaluza» por la que se preveía la constitución de un cuerpo de policía autónomo independiente del Cuerpo Nacional de Policía y bajo dependencia exclusiva de la Junta de Andalucía. El nuevo cuerpo de policía, que constituiría el quinto de su clase tras los Mozos de Escuadra, la Ertzaintza, la Policía Foral de Navarra y la Policía canaria, encuentra sus competencias recogidas en el artículo 65 del Estatuto de Autonomía de Andalucía y proyecta una plantilla de 5.000 agentes en diez años desde su creación y un presupuesto aproximado de 180 millones de euros.
Al contrario que en otras comunidades, sus funciones serán complementarias y diferenciadas de las de la Policía Nacional y la Guardia Civil, con lo cual no reemplazan a estos cuerpos en aquellos temas relacionados con la seguridad ciudadana, que seguiría siendo competencia estatal. La modificación del estatuto de autonomía del año 2007 sirvió para definir el nuevo ente.
Sin embargo, el estallido de la crisis económica en España provocó que el Parlamento andaluz acordase retrasar el desarrollo definitivo de dicho cuerpo de policía autonómico hasta que la situación presupuestaria del gobierno andaluz fuese proclive a ello, quedando actualmente su calendario de implantación retrasado indefinidamente.

## Competencias
Las competencias de la Unidad de Policía de Andalucía, así como su organización y estructura quedan definidos por los reales decretos 221/1991 y 1089/2000, así como por el artículo 65 del Estatuto de Autonomía de Andalucía, el cual recoge:

Art. 65.2: Corresponde a la comunidad autónoma de Andalucía la creación, organización y mando de un Cuerpo de Policía Andaluza que, sin perjuicio de las funciones de los cuerpos de seguridad del Estado, y dentro del marco de la legislación estatal, desempeñe en su integridad las que se sean propias bajo la directa dependencia de la Junta.
Estatuto de Autonomía de Andalucía de 2007

### Asuntos sociales

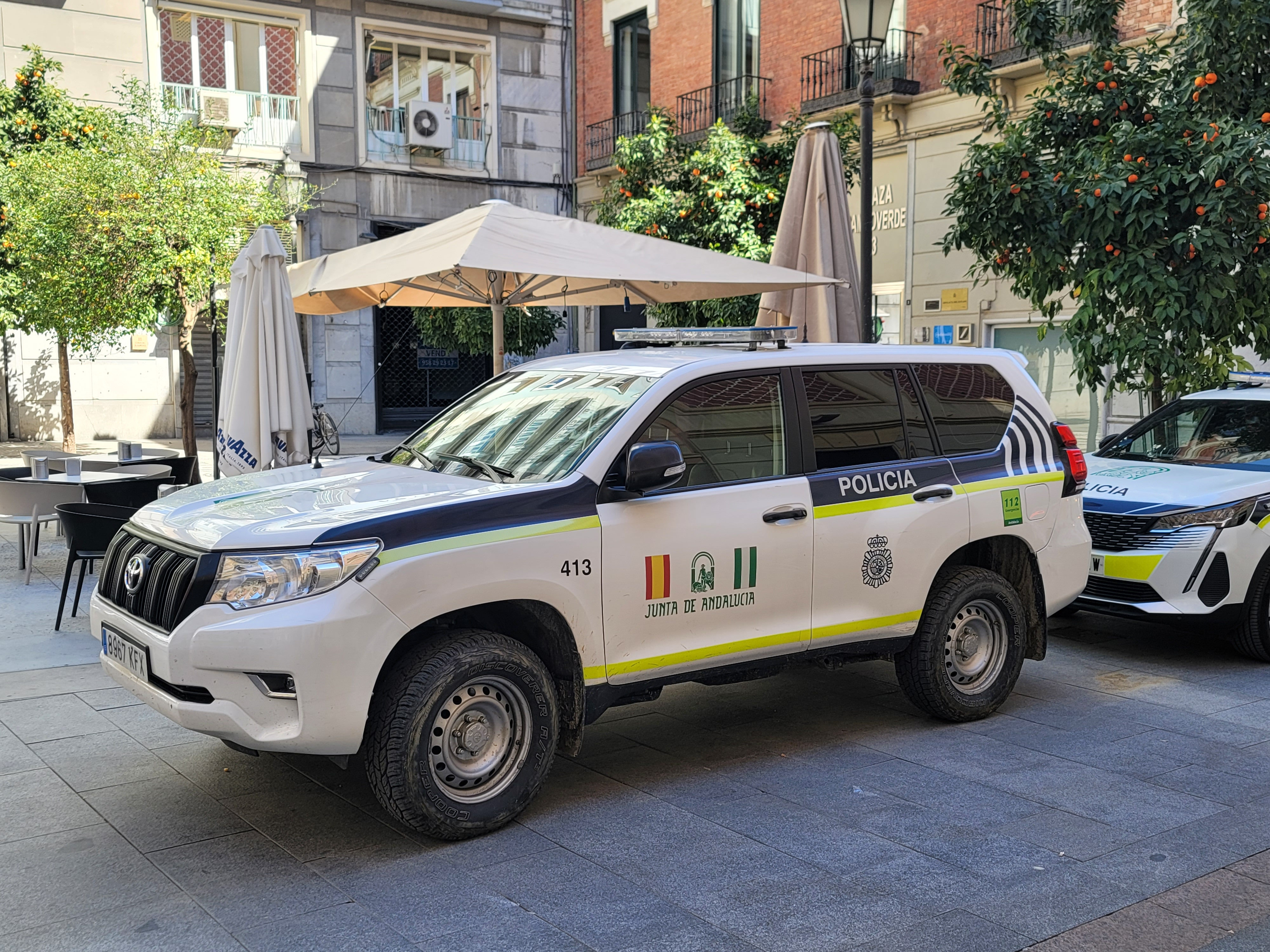
Coche de la Unidad de Policía en el sede provincial en Granada

Sus funciones comprenden la asistencia y protección al menor ya como víctima de conductas ilícitas, así como de situaciones de riesgo o abandono. La detección e investigación de las mismas y ejecutando las resoluciones de retirada y acogimiento de menores en desamparo. En el área de la familia, la prevención, investigación y persecución de cualquier modo de maltrato o violencia de género, o de los hijos hacia sus padres y contra personas desvalidas.

### Educación y patrimonio
Sus labores se circunscriben a la investigación y seguimiento del absentismo escolar en la comunidad, así como de la exigencia de eventuales responsabilidades. También recoge las competencias de violencia escolar, así como de acoso a otros alumnos o profesores en el interior de los centros escolares. De igual forma, la policía andaluza tiene las competencias de vigilancia, protección y prevención de daños en el patrimonio cultural y monumental perteneciente o dependiente de la Junta de Andalucía.

### Medio ambiente
Se trata de una de las divisiones departamentales de mayor envergadura de la policía andaluza. Sus competencias comprenden la defensa y protección integral del medio ambiente: Sus agentes son integrantes del dispositivo INFOCA en la prevención e investigación de incendios forestales, así como del control de vertidos nocivos sobre el medio natural.

La policía es también la responsable de la vigilancia y el control de los espacios naturales protegidos de Andalucía, así como de su flora y fauna. También ejercen labores de prevención y divulgación ciudadana en conductas adecuadas respecto a la conservación de la naturaleza, así como de inspección y vigilancia de la pesca y persecución de la comercialización de peces inmaduros.

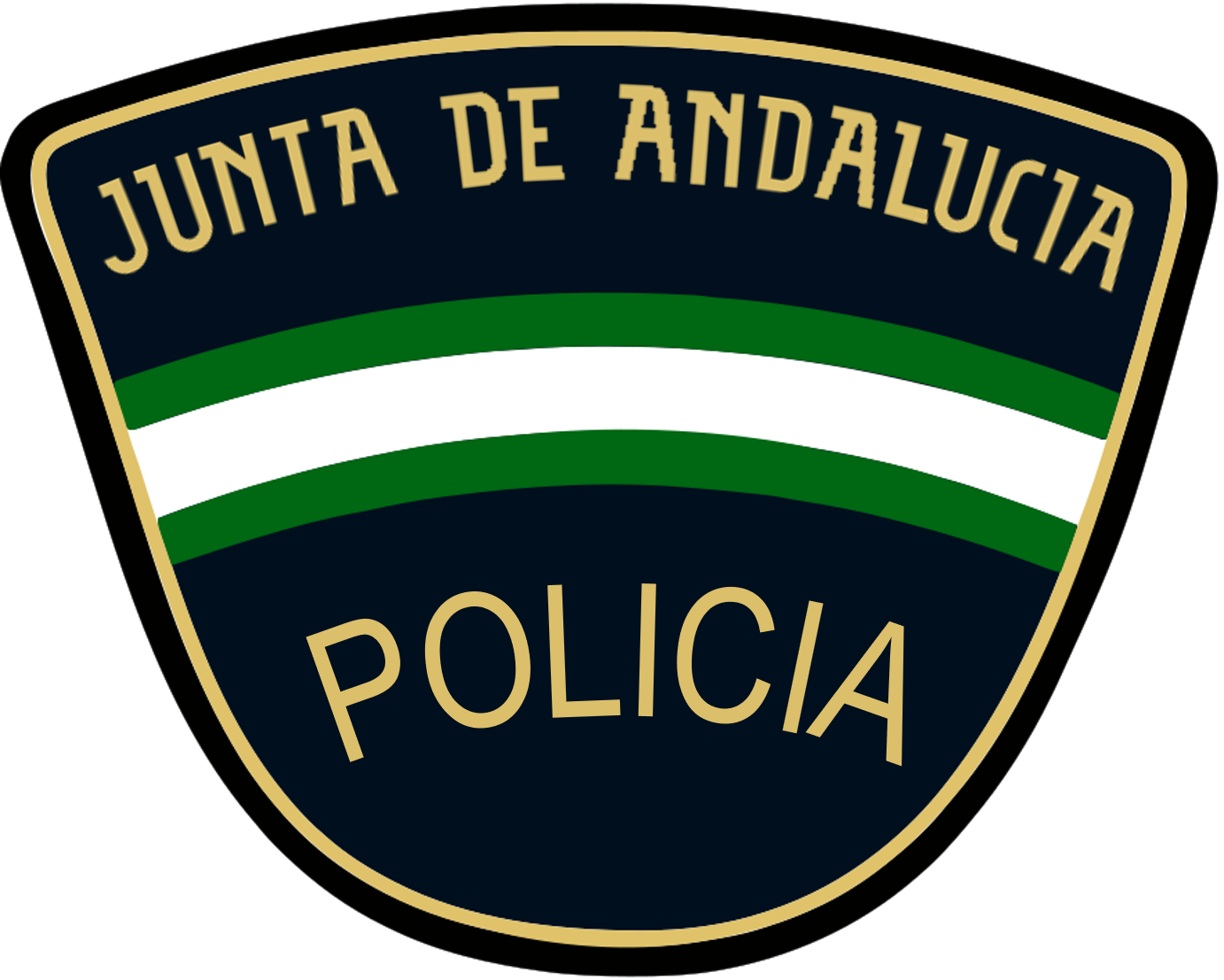
Antiguo emblema de la Policía de Andalucía (hasta 2009).

### Justicia e interior
En materia administrativa, los agente de policía andaluza tienen las competencias de ordenación de actividades del juego de azar, persiguiendo las conductas antirreglamentarias o delincuenciales, como fraudes y falsificaciones, así como la vigilancia e inspección en espectáculos públicos y establecimientos, en lo relativo a su desarrollo y observancia de las disposiciones que les afectan.
Sus competencias también comprenden la seguridad en las instituciones, instalaciones y edificios de titularidad autonómica. El restablecimiento del orden en conflictos que se producen en los mismos, garantizando el normal funcionamiento y la seguridad de los usuarios. Esto incluye la seguridad de la Sede del Parlamento de Andalucía y de la Presidencia del Gobierno en el Palacio de San Telmo.